# Mia Love
Ludmya «Mia» Love (de soltera Bourdeau; Brooklyn, Nueva York, 6 de diciembre de 1975-Saratoga Springs, Utah, 23 de marzo de 2025) fue una comentarista política y política estadounidense. Afiliada al Partido Republicano, se desempeñó como representante de los Estados Unidos por el 4.º distrito congresional de Utah entre 2015 y 2019. Fue contratada por la CNN como comentarista política en 2019.

## Posiciones políticas

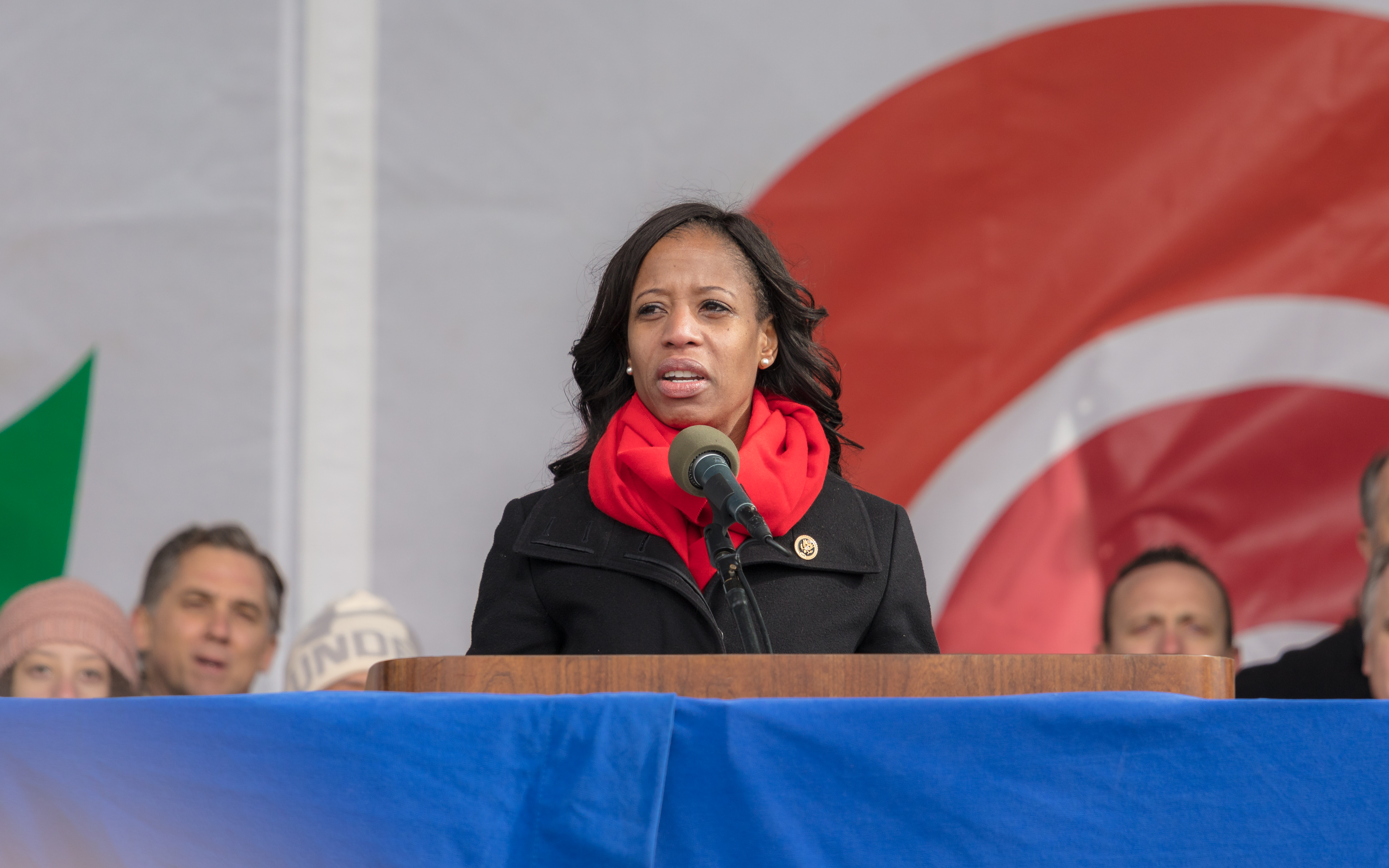
Mia Love durante su discurso en la Marcha por la Vida en Washington D. C.

### Aborto
Love se oponía al aborto. En un discurso en la Marcha por la Vida de 2017, dijo que sus padres, inmigrantes de Haití, consideraron abortarla, pero decidieron no hacerlo.

### Armas
Durante la campaña electoral de 2016, Love recibió alrededor de $ 63.000 en donaciones de cabilderos de armas y recibió el respaldo de la Asociación Nacional del Rifle.

### Donald Trump
Love declaró públicamente que no votaría por Trump en las elecciones presidenciales de 2016. Además, instó a Trump a retirarse de la carrera presidencial por el bien del Partido Republicano y del país.

### Inmigración
Love apoyó la reforma migratoria. Fue copatrocinadora de la Ley de Reconocimiento de los Niños de Estados Unidos, que proporcionaría un camino para que los beneficiarios de DACA permanezcan permanentemente en el país.

### Salud
Love favoreció la derogación de la Ley del Cuidado de Salud a Bajo Precio, la reducción de los subsidios federales para la atención médica y la imposición de límites a los gastos de Medicaid.

## Vida personal
Criada como católica, Love se unió a La Iglesia de Jesucristo de los Santos de los Últimos Días después de graduarse de la universidad en 1998. Mientras trabajaba como asistente de vuelo en 1998, se mudó a Utah.
Se casó con Jason Love en diciembre de 1998; el matrimonio tuvo tres hijos.
En febrero de 2022, a Love le diagnosticaron glioblastoma, un tipo de cáncer cerebral, y los médicos le pronosticaron entre diez y quince meses de vida. Se sometió a una cirugía que extirpó el 95% del tumor. Para agosto de 2023, se inscribió en un ensayo clínico de inmunoterapia y el tumor estaba disminuyendo. El 1 de marzo de 2025, su hija anunció en redes sociales que los tratamientos ya no eran efectivos contra el tumor y que la familia estaba pasando del tratamiento a disfrutar del tiempo que le quedaba con ella. Falleció en su casa el 23 de marzo de 2025, a los 49 años.

## Resultados electorales

### Cámara de Representantes de los Estados Unidos
|  | 48.53 % |

|  | 50.92 % |

|  | 53.76 % |

|  | 49.86 % |